# Danijel Drilo

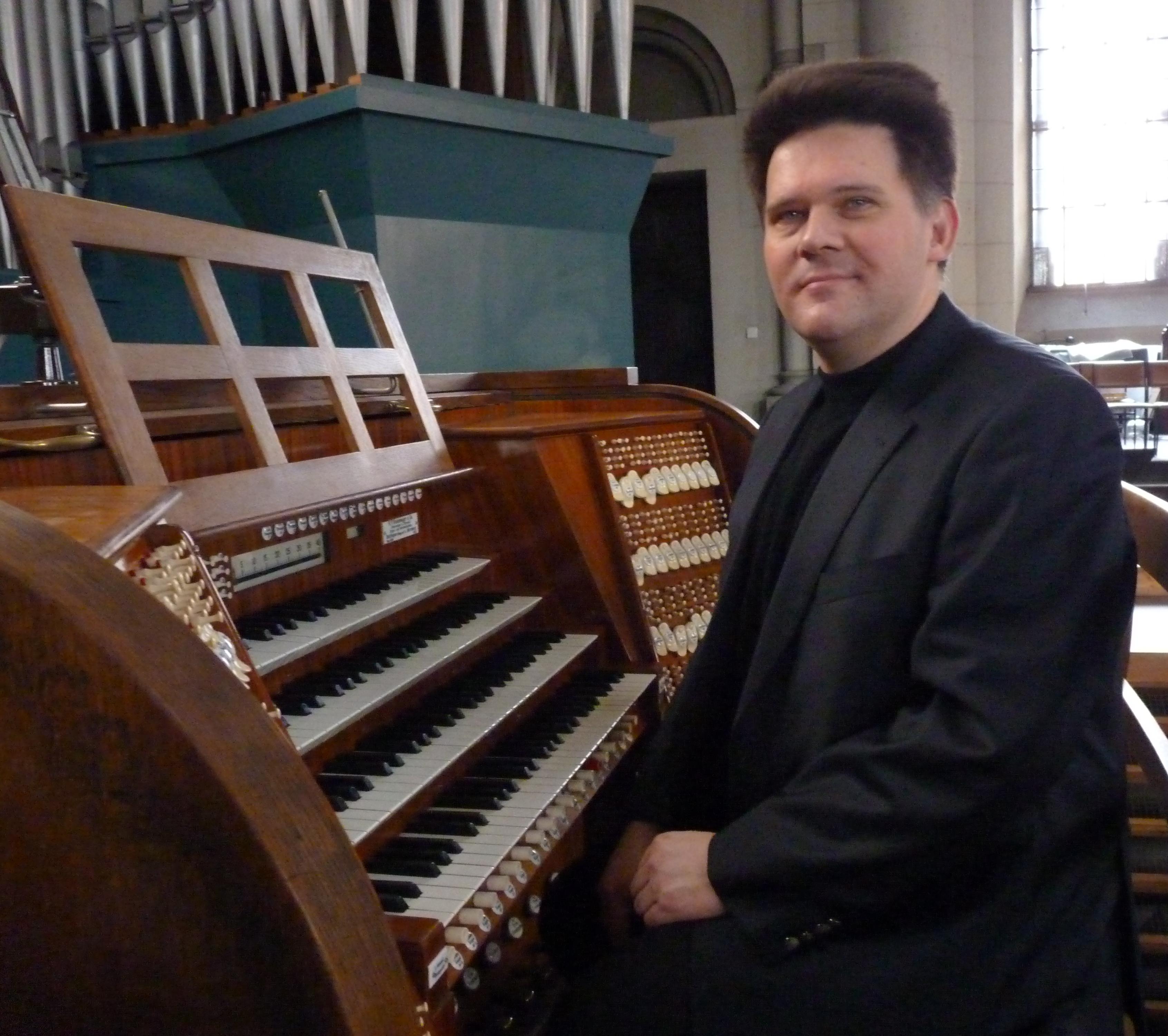
Danijel Drilo

Danijel Drilo (* 18. September 1970 in Zagreb) ist ein kroatischer/deutscher Organist und Pianist.

## Leben und Wirken
Nach dem Schulbesuch mit Abitur im Bunsen-Gymnasium in Heidelberg studierte und diplomierte er an der Hochschule für Musik und Darstellende Kunst Mannheim bei KMD Peter Schumann das Hauptfach Orgel und parallel dazu bei Christoph Back, Eckart Heiligers und Hans Thürwächter das Hauptfach Klavier. Weiterhin in Mannheim erfolgten Studium und Abschluss in den Hauptfächern Musiktheorie bei Michael Schmoll und Hörerziehung bei Doris Geller, sowie Cembalo und Hammerklavier bei Egino Klepper und Kristian Nyquist und zusätzlich seine „Künstlerische Ausbildung/Künstlerische Reifeprüfung“ im Fach Orgel bei Hermann Schäffer, danach „Konzertexamen/solistische Ausbildung“ im Fach Orgel bei Leo Krämer (Speyer).
Zu seiner künstlerischen Weiterbildung gehörte die Teilnahme an mehreren Meisterkursen (u. a. Klavier, Orgel) der Interpretation verschiedener Stilrichtungen und aller Epochen, z. B. bei Ludger Lohmann, Luigi Ferdinando Tagliavini, Jos van der Kooy und Daniel Roth.
Er ist Erster Preisträger in der höchsten Kategorie beim 1. Internationalen Orgelwettbewerb „Franjo Dugan“ (1995) in Zagreb. Dieser Orgelwettbewerb fand unter der Schirmherrschaft des Kroatischen Kulturministeriums und der Zagreber Musikakademie statt.
Er gibt seit Jahren (deutschland- und europaweit) zahlreiche Solo-Konzerte an verschiedenen Festivals (u. a. an der E. F. Walcker-Orgel der Kathedrale von Zagreb). Außerdem wirkt er als Solist an bekannten historischen Orgeln und als Kammermusiker an der Orgel, dem Klavier, sowie am Cembalo, Hammerklavier und Druckwindharmonium (Kunstharmonium).
Seit 1995: Mitwirkung in überregionalen Hörfunksendungen bei verschiedenen kroatischen Rundfunkanstalten (u. a. Gesprächskonzert (2006), Interviews über Orgelbau- und Orgelinterpretationsthemen).
Danijel Drilo ist u. a. Mitglied der Gesellschaft zur Förderung der Orgelkultur „Franjo Dugan“. Seit 1991 wirkt er bei mehreren Orgelbau- und Orgelrestaurierungsprojekten (Schwerpunkt: Intonation zeitgenössischer und historischer Orgeln), zuerst bei der Orgelbauwerkstatt E. F. Walcker, danach bei anderen Orgelbaufirmen. Er ist als Dozent an Musikschulen und als freiberuflicher Musiklehrer tätig, außerdem wirkt er als Organist an historisch bedeutenden Orgeln (z. B. an der romantischen Johann-Heinrich-Schäfer-Orgel von 1862 in der Dreifaltigkeitskirche (Mannheim)). Seit 2012 arbeitet er als Organist und Dozent in München. Er führt Meisterkurse für Künstlerisches Orgelspiel an verschiedenen Musikhochschulen in Kroatien und Slowenien durch und ist seit 2015 geprüfter Orgelsachverständiger der Vereinigung der Orgelsachverständigen Deutschlands (VOD).

## Schriften
- Spieltechnische Aspekte bei mechanischen Registerkanzellenladen. Gezeigt an einigen süddeutschen Orgeln. In: Ars Organi 58, Heft 2010/3, S. 146–155.
- Mit Martin Kares und Klaus Rensch: Ein durchschlagender Erfolg – Die Schaefer-Orgel von 1862 in Mannheim-Sandhofen. In: Ars Organi 59, Heft 2011/2, S. 115–120.
- Orgeln aus vier Jahrhunderten in Kroatien: stilistische Vielfalt in der Mitte Europas. In: Ars Organi 61, Heft 2013/3, S. 147–153.
- Die Orgelmanufaktur Heferer in Zagreb. In: Acta Organologica Band 33. Merseburger, Kassel 2013, S. 267–298.
- Anđelko Klobučar (1931–2016), ein kroatischer Organist. In: Ars Organi 65, Heft 2017/1, S. 54–56.
- Zur Orgelbausituation in einigen südslawischen Ländern. In: Ars Organi 65, Heft 2017/3, S. 173–180.
- Baština i stanje povijesnih orgulja u Hrvatskoj (Das Erbe und die aktuelle Situation der historischen Orgeln in Kroatien). In: Hl. Cäcilia[2] 88, Nr. 1–2/2018, S. 30–41.
- Marko Ruždjak - Vitae Arbor. Restaurierung des Faksimiles der Orgelnoten und Werkanalyse mit Notenbeispielen. In: Hl. Cäcilia 89, Nr. 1–2/2019, S. 21–33.  Faksimile in der Notenbeilage, S. 23–40.
- Marko Ruždjak - Vitae Arbor. Errata Corrige. In: Hl. Cäcilia 89, Nr. 3–4/2019, S. 87 f.
- Orgulje Zagrebačke Katedrale u kontekstu inovacija tvrtke Walcker (Die Orgel im Zagreber Dom im Kontext der Innovationen bei Orgelbau Walcker). In: Hl. Cäcilia 90, Nr. 3–4/2020, S. 17–37.
- Povijest i zvučne osobitosti harmonija (Geschichte und klangliche Besonderheiten des Harmoniums). In: Hl. Cäcilia 91, Nr. 3–4/2021, S. 4–23.
- Transkripcija treće sonate Anđelka Klobučara za orgulje (Transkription der dritten Orgelsonate von Anđelko Klobučar). In: Hl. Cäcilia 92, Nr. 1–2/2022, S. 4–9. Transkription in der Notenbeilage, S. 40–51.
- Tokata i Fuga »Danijel Drilo« A. Klobučara u tradiciji glazbenih kriptograma (Toccata und Fuge »Danijel Drilo« von A. Klobučar in der Musik-Kryptogrammtradition). In: Hl. Cäcilia 93, Nr. 1–2/2023, S. 3–18.
- Mit Emin Armano: Die Steinmeyer- und Jenko-Orgeln in der Kathedrale zu Đakovo. Bemerkungen zum Umgang mit dem Orgelerbe Kroatiens. In: Ars Organi 72, Heft 2024/4, S. 205–215.

## Frei zugängliche Publikationen (Open Access)
- Kompositionen von Danijel Drilo (Auswahl) – veröffentlicht bei IMSLP (International Music Score Library Project)
- Louis Vierne – Marche épiscopale in D-Dur. Transkription für Orgel nach einer Aufnahme mit Louis Vierne (17. November 1928) in Notre Dame de Paris, 2015.[3]
- Robert Schumann – Gedichte von Heinrich Heine – 20 Lieder und Gesänge aus dem Lyrischen Intermezzo im Buch der Lieder für eine Singstimme und das Pianoforte. Übertragung und Herausgabe der Urfassung (komponiert vom 24. Mai bis 1. Juni 1840) – des später als „Dichterliebe op. 48“ gedruckten Liederzyklus (1844) – aus Robert Schumanns Musikhandschrift, 2022–2023.[4]